# Delta Hydri
Delta Hydri (δ Hyi / HD 15008 / HR 705) es una estrella en la constelación austral de Hydrus.
Con magnitud aparente +4,08, es la cuarta más brillante de la misma después de α Hydri, β Hydri y γ Hydri.
Se encuentra a 135 años luz del sistema solar.
Delta Hydri es una estrella blanca de la secuencia principal de tipo espectral A3V con una temperatura efectiva de 8849 K. 
Al igual que el Sol, esta clase de estrellas obtienen su energía a partir de la fusión nuclear del hidrógeno, si bien son más calientes y luminosas que éste.
Muchas de las estrellas visibles en el cielo nocturno son estrellas blancas de la secuencia principal; Megrez (δ Ursae Majoris), Heze (ζ Virginis) y Sarin Aa (δ Herculis) son estrellas análogas a Delta Hydri.
Delta Hydri tiene un diámetro entre un 40% y un 50% más grande que el del Sol. 
Las estrellas blancas de la secuencia principal, en general, rotan a gran velocidad y Delta Hydri no es una excepción. Con una velocidad de rotación de al menos 180 km/s, lo hace 90 veces más deprisa que el Sol.
Sin embargo, a diferencia de estrellas semejantes como Fomalhaut (α Piscis Austrini) o Denébola (β Leonis), Delta Hydri no presenta un exceso en el infrarrojo atribuible a la presencia de un disco circunestelar de polvo.
Su edad se estima en 405 millones de años, menos de una décima parte de la edad del Sol.